# رالف كاري غير
رالف كاري غير هو سياسي أمريكي، ولد في 13 مارس 1816 في مقاطعة ويندهام في الولايات المتحدة، وتوفي في 9 يناير 1895 في Waldo Hills ‏ في الولايات المتحدة. نشط حزبياً في الحزب الجمهوري والحزب الديمقراطي.